# Adalbert Gyuris

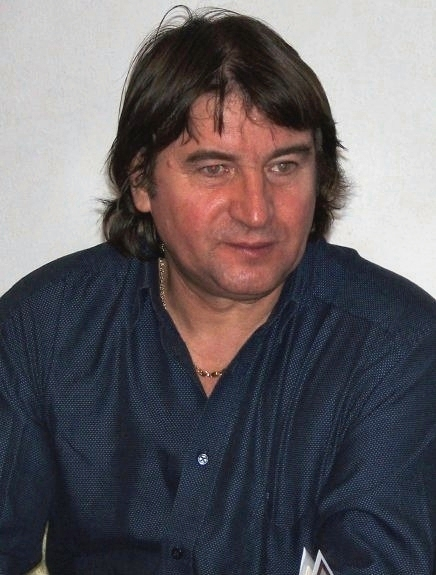
Adalbert Gyuris

Adalbert Gyuris (* 23. August 1953 in Vermeș, Rumänien) ist ein deutsch-ungarischer Maler, Bildhauer, Dichter und Publizist.

## Biographie
Gyuris verbrachte seine Kindheit in seinem Geburtsort. Seine Eltern waren der ungarischstämmige Eugen Gyuris sowie die deutschstämmige Mutter Ana, geb. Bitte. Gyuris hat einen Bruder Eugen. Im Jahr 1975 heiratete er Doinița–Ana, geb. Jugariu. Sie haben eine Tochter Casiana und einen Sohn Claudio.
Im Winter des Jahres 1963 zog die Familie nach Bocșa Română. Die Grundschule besucht er in Izgar, nachher folgen Berufsschule, Lyzeum und Technische Schulen in Bocșa und Reșița. Gyuris debütierte im Jahre 1970 als Journalist und absolvierte als Mitglied der Klasse von Peter Kneipp im Jahre 1984 die Volkskunstschule in Reșița. Seit 1996 ist er Mitglied des Vereins der Karikaturisten aus Rumänien.
Seine publizistische Aktivität umfasst Zeitungsartikel, Rebus- und andere Rätselaufgaben, Enignistik sowie Gedichte.
Gyuris arbeitet zudem als Korrespondent für die Zeitung „Timpul“ aus Reșița und für die Zeitung „Timișoara“, als Redakteur für die Zeitung „Vasiova“. Am Lyzeum Nr. 1 von Bocşa 2, wo er als Professor tätig war, brachte er in den letzten sechs Jahren, die er in Rumänien lebte, die Zeitschrift „Amprente“ heraus.
Insgesamt ist er Mitarbeiter bei 50 Publikationen in Rumänien, Dänemark, Spanien, Ukraine, Moldawien, Ungarn und Deutschland. Von 2004 bis 2008 interviewte er Persönlichkeiten der rumänischen Kultur. Im Rahmen seiner Aktivitäten hat er 200 Integramme, verschiedene Kreuzworträtsel veröffentlicht. Er hat ein Rekordbilderrätsel 10 × 10 (Phantasie mit X) geschaffen, in welchen in jedem Wort ein X vorkommt. Dieses wurde in der Zeitschrift „Rebusache“ und später in „Evenimentul zilei“ vom 9.–10. März 2002 veröffentlicht.
Im Bereich der Bildenden Künste umfasst sein Werk Malerei und Bildhauerei (Holzschnitt). Einige Holzschnitte sind nach Karikaturen von Horatiu Malaele gefertigt. Er hatte persönliche Ausstellungen von Holzschnitten in Temeswar, Reșița, Vermeș, Bukarest, Graz, Nürnberg, Stuttgart, Budapest, Prag und Gyula. Seine Arbeiten wurden auch in Gruppenausstellungen in Bocşa, Reșița und Macea gezeigt. Andere seiner Arbeiten sind in Museen in Macea und Temeswar ausgestellt und befinden sich in den Klöstern Bocșa, Vasiova, Augsburg und in privaten Sammlungen in Deutschland, USA, Kanada, Schweiz, England und in Rumänien. Er lebt seit 1997 in Augsburg.

## Werke
- Schrei ohne Echo, Marineasa Verlag, Temeswar 1999
- Bilderrätsel ... Rückerstattungen, Modus P.H. Verlag, Reşiţa, 1999 (gemeinsam mit Gheorghe Bocșan, Graphik von Peter Kneipp)
- Casiana Nemeth unter ... Sternen, Stiftung Gyuris, Augsburg, 2005
- Adalbert Gyuris und seine Holzschnitte, Galateea Verlag, Königsbrunn, 2005
- Adalbert Gyuris – Persönliche und Gruppenausstellungen, Stiftung Gyuris, Augsburg, 2006
- Collected Whispers (Gesammeltes Geflüster), The International Library of Poetry USA 2008, Howard Ely, Verlag

## Rezeptionen
- Ioana Cioancăș: Die Rückkehr des Namens – Die Stadt Bocșa im Laufe der Zeit, Timpul Verlag, Reşiţa, 1997
- Dimitrie Costa: Falsches Wörterbuch der zeitgenössischen Literatur von Bocșa, Timpul Verlag, Reşiţa, 2001
- Liviu Vălenaș: Das Schwarze Buch der Ceaușescu-Zeit. Rumänien zwischen 1965 und 1989, Saeculum I.O. Verlag, 2004
- Dimitrie Costa: Das Buch der Schriftsteller, TIM Verlag, Reşiţa, 2006
- Constantin Toni Dartu: Rumänische Persönlichkeiten und ihre Taten 1950–2000, Pim Verlag, Iaşi, 2008